# Jonas Lithelius
Jonas Lithelius, född 1609 i Loftahammars socken, död 16 mars 1676 i Stens socken, han var en svensk kyrkoherde i Stens församling.

## Biografi
Jonas Lithelius föddes 1609 på Sten i Loftahammars socken. Han var son till bonden Nils. Lithelius studerade vid gymnasiet och prästvigdes 24 januari 1652 till komminister i Fivelstads församling, Hagebyhöga pastorat. Han blev 1670 kyrkoherde i Stens församling, Stens pastorat. Lithelius avled 16 mars 1676 i Stens socken.

### Familj
Lithelius gifte sig 1648 med Elsa Gelsenius (död 1694). Hon var dotter till kyrkoherden i Gärdserums socken. De fick tillsammans barnen Nicolaus Lithelius (1655–1706), Johannes och Elsa.